# Сергеевский (Белебеевский район)
Сергеевский (баш. Сергеевский) — упразднённый в 2005 году посёлок Ермолкинского сельсовета Белебеевского района Республики Башкортостан.

## География
Стоит у реки Марьян.

### Географическое положение
Расстояние до:
- районного центра (Белебей): 26 км,
- центра сельсовета (Малоалександровка): 2 км,
- ближайшей ж/д станции (Белебей): 26 км.

## История
В 1969 году входила в  Малоалександровский сельсовет.
Закон Республики Башкортостан «О внесении изменений в административно-территориальное устройство Республики Башкортостан в связи с образованием, объединением, упразднением и изменением статуса населенных пунктов, переносом административных центров» от 20 июля 2005 года N 211-з, ст.1 гласил:

4. Упразднить следующие населенные пункты:
8) в Белебеевском районе:

ж) поселок Сергеевский Ермолкинского сельсовета

## Население
На 1 января 1969 года проживали 51 человек; преимущественно русские .